# RQ-170 Sentinel

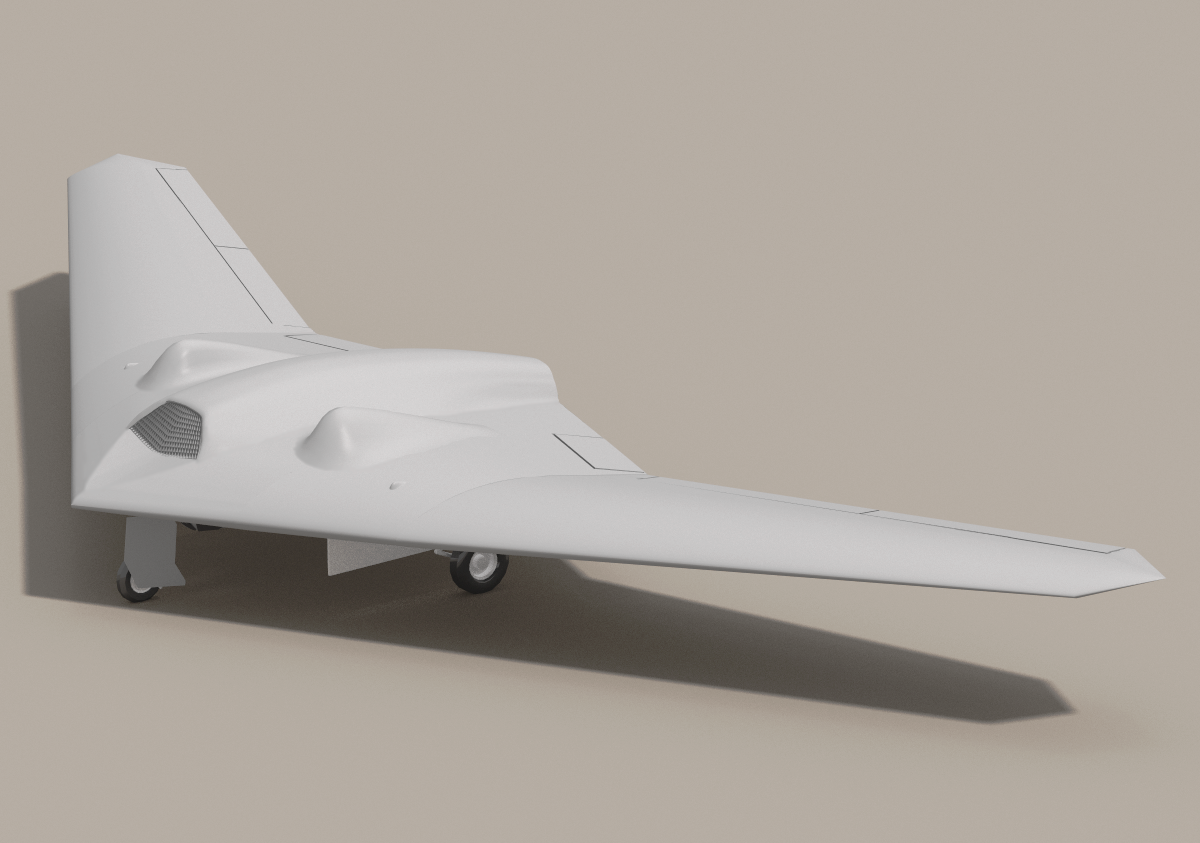
RQ-170 Sentinel

De RQ-170 Sentinel is een onbemand luchtvaartuig (ook wel "drone" genoemd) ontwikkeld door Lockheed Martin, beheerd door de United States Air Force (USAF) voor de Central Intelligence Agency (CIA). De USAF geeft weinig details vrij over het ontwerp van de RQ-170 of de mogelijkheden, defensieanalisten geloven dat het een stealthvliegtuig is uitgerust met verkenningsapparatuur.
De RQ-170 is gebruikt in Afghanistan, als onderdeel van Operatie Enduring Freedom. Het is bevestigd dat de drones hebben gevlogen boven Pakistan en Iran; operaties in Pakistan behelsden vluchten, die een deel van de spionage verzamelden die leidde tot de dood van Osama bin Laden in mei 2011.
In december 2011 bemachtigden Iraanse strijdkrachten een RQ-170 die over Iran vloog. Het Amerikaanse leger heeft het verlies van een RQ-170 in de regio erkend. De drone die werd getoond op de Iraanse televisie lijkt het vermiste Amerikaanse toestel. Op 13 december 2011 werd gemeld dat een formeel verzoek was uitgegeven door de Verenigde Staten (via Zwitserland) aan Iran om de drone te retourneren, dit werd overigens door Iran afgewezen.
De RQ-170 wordt ook geopereerd vanuit Zuid-Korea en Afghanistan om het ballistische raketprogramma van respectievelijk Noord-Korea en Pakistan in de gaten te houden.

## Ontwikkeling
De RQ-170 Sentinel is ontwikkeld door Lockheed Martin Skunk Works als een "stealth" onbemand luchtvaartuig. Journalisten hebben gelijkenissen opgemerkt in het ontwerp tussen de RQ-170 en de vorige stealthdrones, zoals de Lockheed Martin RQ-3 DarkStar en de Lockheed Martin Polecat. Het is een staartloze vliegende vleugel vliegtuig met "pods" (opslagruimte aan de vleugel), vermoedelijk voor sensoren of communicatieapparatuur, ingebouwd in de bovenkant van elke vleugel.
De "RQ"-aanduiding geeft aan dat de RQ-170 Sentinel ongewapend is. David A. Fulghum van Aviation Week meent dat de drone waarschijnlijk een tactisch, operationeel-georiënteerd platform is.
In 2010 bevestigde de USAF het bestaan van het nieuwe toestel naar aanleiding van publicatie van korrelige foto's van een grijze, vliegende-vleugel-type onbemand vliegtuig in de buurt van Kandahar International Airport. Sindsdien is het toestel ook bekend als "het beest van Kandahar".

## Design
De RQ-170 heeft een vliegende vleugel ontwerp met een enkele motor en is geschat door Aviation Week als zijnde ongeveer 66 voet spanwijdte. De startmassa wordt geschat als zijnde groter dan dat van de RQ-3 DarkStar, 8.500 pond. Het ontwerp mist een aantal elementen die gemeenschappelijk zijn voor stealth techniek, namelijk de getande landingsgesteldeuren en scherpe voorrand van de vleugel. Het heeft een gebogen vleugel "planform" (vorm van de vleugel), de uitlaat is niet afgeschermd door de vleugel. Aviation Week gaat ervan uit dat deze elementen erop wijzen dat de ontwerpers 'zeer gevoelige technologieën' hebben vermeden als gevolg van de bijna zekerheid van eventuele operationele verliezen (die inherent zijn aan een enkele motorontwerp) en een verlangen om het risico van afbreuk van de meest geavanceerde technologie te vermijden. De publicatie suggereert ook dat de middellange-grijze kleur, een mid-hoogte plafond impliceert, waarschijnlijk ongeveer 50.000 voet, omdat indien het toestel een hoger plafond zou kunnen bereiken het dan normaal donkerder zou worden geschilderd voor de beste camouflage. De veronderstelde massa en het plafond parameters suggereert het mogelijke gebruik van een General Electric TF34 turbofan, of een variant hiervan.
Op basis van de weinige openbaar toegankelijke foto's van de RQ-170 beoordeelde luchtvaartexpert Bill Sweetman dat de drone waarschijnlijk is uitgerust met elektro-optische/infrarode sensoren en eventueel een "Active Electronically Scanned Array" (AESA) radar gemonteerd in zijn buik. Hij heeft ook gespeculeerd dat de twee stroomlijnkappen boven de vleugels van de RQ-170 gebruikt worden voor het huizen van datalinkapparatuur en dat de buikkuip ontworpen zou kunnen zijn voor het huizen van modulaire ladingen, waardoor de drone kan worden gebruikt voor aanvalsmissies en/of elektronische oorlogvoering. De New York Times heeft gemeld dat de RQ-170 "vrijwel zeker" is uitgerust met communicatie onderscheppende apparatuur en zeer gevoelige sensoren voor het opsporen van zeer kleine hoeveelheden van radioactieve isotopen en chemische producten die op het bestaan van nucleaire wapenfaciliteiten kunnen duiden.

## Operationele geschiedenis
De 30e Reconnaissance Squadron werkt met RQ-170 Sentinels. Dit squadron, dat zijn basis heeft op Tonopah Test Range Airport in Nevada, werd voor het eerst geactiveerd op 1 september 2005. RQ-170 Sentinels zijn ingezet in Afghanistan, waar men ze waargenomen heeft bij Kandahar International Airport in het najaar van 2007. Deze waarneming, en geheimzinnigheid die er was rond de RQ-170 op dat moment, leidde Bill Sweetman er toe om de benaming het "Beest van Kandahar" te gaan voeren. Het feit dat de RQ-170 wordt ingezet in Afghanistan (waar de Taliban niet beschikt over radar), leidde tot de speculatie dat het vliegtuig werd gebruikt om Pakistan of Iran te bespioneren.
Zuid-Korea's krant JoongAng Daily meldde in december 2009 dat - gedurende de afgelopen paar maanden - de RQ-170 Sentinel was gesignaleerd bij testvluchten in Zuid-Korea en dat was te verwachten dat ze permanent zouden worden ingezet in 2010 als vervanging van de Lockheed U-2 verkenningsvliegtuigen opererend vanuit Osan Air Base. Naar aanleiding van dit rapport, betoogde Bill Sweetman dat de Sentinel uitzendingen naar Afghanistan en Zuid-Korea waarschijnlijk werden ondernomen om de ballistische raketprogramma's van Pakistan en Noord-Korea te bewaken.

## RQ-170 te zien in Iran
Voorafgaand aan december 2011 waren er berichten dat RQ-170 missies over Iran vloog in 2011. Op 4 december berichtten de media dat een afdeling van het Iraanse leger die zich bezighoudt met elektronische oorlogvoering een RQ-170 had neergehaald die het Iraanse luchtruim geschonden had langs de oostgrens. Het United States Department of Defense meldde dat zij de controle had verloren over een drone in de voorafgaande week en beweerde dat de drone "een missie vloog boven het westen van Afghanistan" toen de controle werd verloren. Het zei niet om welk model drone het ging. De Amerikaanse regering verklaarde ook dat het nog steeds bezig was de oorzaak van het verlies te onderzoeken. Op 6 december erkenden Amerikaanse functionarissen dat een drone neergestort was nabij het Iraanse luchtruim. De drone was van de CIA en niet van de ISAF, zoals eerder was beweerd. Om vijandelijke eenheden van bijvoorbeeld de Taliban in de gaten te houden, is de inzet van een Sentinel echter niet nodig; hiervoor zijn andere, simpelere drones beschikbaar.
De Iraanse regering gaf beelden vrij van een neergehaalde drone op 8 december. De afgebeelde drone leek grotendeels intact, met uitzondering van geringe schade op zijn linkervleugel. Dan Goure, een analist van het Lexington Institute, verklaarde dat het feit dat het casco grotendeels intact was de mogelijkheid van een motor- of navigatiestoring uitsloot: "Ofwel dit was een cyber/ elektronische oorlogsvoering aanvalssysteem die de drone neergehaald heeft ofwel het was een fout in de opdracht-and-control systeem". Op 8 december vertelde een hoge Amerikaanse functionaris -op voorwaarde van anonimiteit- tegen de Washington Post dat de VS er niet van overtuigd was dat de getoonde drone echt was omdat de VS geen toegang had tot de drone, maar verklaarde ook: "Wij hebben geen enkele aanwijzing dat het werd neergehaald door vijandelijk vuur." Een tweede hoge Amerikaanse militaire functionaris zei dat een belangrijke vraag is hoe de drone "zo goed als intact" had kunnen blijven gezien de grote hoogte van waarop de drone wordt verondersteld te zijn neergestort. United States Navy kapitein John Kirby, een woordvoerder van het Pentagon, vertelde in een persconferentie op 8 december dat analisten van het Pentagon de video aan het onderzoeken waren. Later op de dag, meldde CBS dat Amerikaanse functionarissen bevestigd hadden dat de door de Iraniërs getoonde drone echt was.

## Operator
- Verenigde Staten
  - United States Air Force
    - Air Combat Command
      - 432 Air Expeditionary Wing - Creech Air Force Base, Nevada
        - 30e Reconnaissance Squadron - Tonopah Test Range Airport , Nevada

## Specificaties (RQ-170)
Algemene kenmerken:

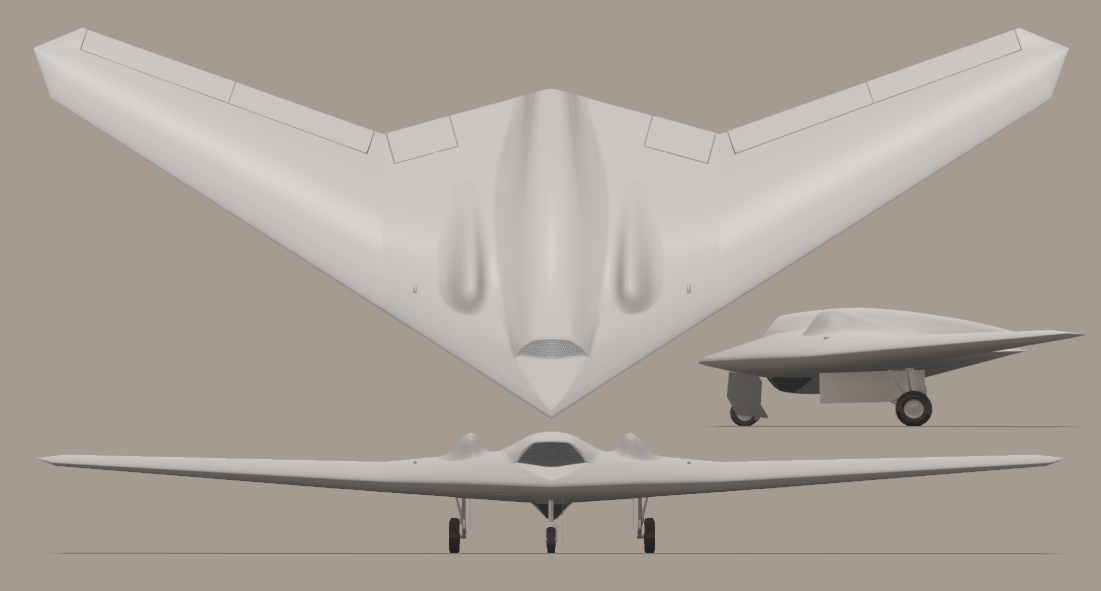
De RQ-170

- Spanwijdte: 45 ft (13,7 m) (schatting)
- Hoogte: 6 ft (1,8 m) (schatting)
- Aandrijving: 1 × Garrett TFE731 of General Electric TF34 [10] turbofan
- Prestatie plafond: 50.000 ft (15.240 m) (schatting)

Gegevens uit

## Externe foto's
- Een RQ-170 Sentinel opererend boven Afghanistan (gearchiveerd)
- Sentinel van links gezien[28]
- Sentinel achteraanzicht[29]
- RQ-170 tijdens het taxien (gearchiveerd)